# فيليكا كيسنيتسيا (محافظة فينيتسا)
فيليكا كيسنيتسيا (Велика Кісниця) هي قرية في منطقة يامبيل في محافظة فينيتسا في أوكرانيا. تقع على نهر دنيستر غربا حدود مولدوفا وترانسنيستريا.
يبلغ عدد سكانها حوالي 3212 نسمة.